# 美國能源部長
美國能源部長（英語：United States Secretary of Energy），是美國能源部的首長，為總統內閣成員，名列總統繼任順序第十五位。部長職位於1977年10月1日，總統吉米·卡特簽署《美國能源部組織法》時，隨美國能源部而設立。能源部最初旨在能源生產與管理，後主要傾力在發展更好的技術、更有效率的能源以及能源教育上。冷戰落幕後，能源部也投入放射性廢料處理的相關研究以及環境品質的維護。
吉米·卡特雖屬民主黨，卻任命共和黨員、前國防部長詹姆斯·施萊辛格為首任能源部長；這是歷史上唯一一次總統指定其他黨派的人選擔任此要職。施萊辛格也是唯一一位在任期內被免職的能源部長。比爾·柯林頓任內的首任能源部長海澤·奧利里，是第一位擔綱此職的女性和非裔美國人，也是任期最久的一位。柯林頓的第二任能源部長費德里克·潘尼亞則是首位拉丁裔部長。2009年1月20日，朱棣文為巴拉克·歐巴馬政府接掌能源部，成為首位亞裔能源部長。他也是第一位擔任內閣部長的諾貝爾獎得主。2013年5月16日，歐巴馬指派麻省理工学院核能物理學的教授厄尼斯·莫尼茲接替朱棣文。

## 历任美國能源部長列表
| #  | 肖像          | 姓名                                             | 官邸州別     | 上任日期      | 卸任日期      | 黨派   | 總統供職              |
| -- | ------------- | ------------------------------------------------ | ------------ | ------------- | ------------- | ------ | --------------------- |
| 1  |               | 詹姆斯·施莱辛格 James R. Schlesinger (1929-2014) | 維吉尼亞州   | 1977年8月6日  | 1979年8月6日  | 共和黨 | 吉米·卡特             |
| 2  |               | 查爾斯·鄧肯 Charles Duncan Jr. (1926-2022)       | 德克薩斯州   | 1979年8月24日 | 1981年1月20日 | 民主黨 | 吉米·卡特             |
| 3  |               | 詹姆斯·B·愛德華茲 James B. Edwards (1927-2014)   | 南卡羅萊那州 | 1981年1月23日 | 1982年11月5日 | 共和黨 | 隆納·雷根             |
| 4  |               | 唐納德·霍德爾 Donald P. Hodel (1935-)            | 奧勒岡州     | 1982年11月5日 | 1985年2月7日  | 共和黨 | 隆納·雷根             |
| 5  |               | 約翰·赫林頓 John S. Herrington (1939-)           | 加利福尼亞州 | 1985年2月7日  | 1989年1月20日 | 共和黨 | 隆納·雷根             |
| 6  |               | 詹姆斯·瓦金斯 James D. Watkins (1927-2012)       | 加利福尼亞州 | 1989年3月1日  | 1993年1月20日 | 共和黨 | 喬治·赫伯特·沃克·布希 |
| 7  |               | 海澤·奧利里 Hazel R. O'Leary (1937-)             | 維吉尼亞州   | 1993年1月22日 | 1997年1月20日 | 民主黨 | 比爾·柯林頓           |
| -  |               | 查爾斯·B·寇蒂斯 Charles Curtis (代理) (1940-)    | 賓夕法尼亞州 | 1997年1月20日 | 1997年3月12日 | 民主黨 | 比爾·柯林頓           |
| 8  |               | 費德里科·潘尼亞 Federico Peña (1947-)            | 科羅拉多州   | 1997年3月12日 | 1998年6月30日 | 民主黨 | 比爾·柯林頓           |
| 9  |               | 比尔·理查森 Bill Richardson (1947-2023)          | 新墨西哥州   | 1998年8月18日 | 2001年1月20日 | 民主黨 | 比爾·柯林頓           |
| 10 |               | 斯賓塞·亞伯拉罕 Spencer Abraham (1952-)          | 密西根州     | 2001年1月20日 | 2005年2月1日  | 共和黨 | 喬治·沃克·布希        |
| 11 |               | 塞繆爾·博德曼 Samuel Bodman (1938-2018)          | 伊利諾州     | 2005年2月1日  | 2009年1月20日 | 共和黨 | 喬治·沃克·布希        |
| 12 |               | 朱棣文 Steven Chu (1948-)                        | 加利福尼亞州 | 2009年1月20日 | 2013年4月22日 | 民主黨 | 巴拉克·歐巴馬         |
| -  |               | 丹尼爾·伯納曼 Daniel Poneman (代理) (1956-)      | 俄亥俄州     | 2013年4月22日 | 2013年5月21日 | 民主黨 | 巴拉克·歐巴馬         |
| 13 |               | 厄尼斯·莫尼茲 Ernest Jeffrey Moniz (1944-)       | 麻薩諸塞州   | 2013年5月21日 | 2017年1月20日 | 民主黨 | 巴拉克·歐巴馬         |
| –  |               | 格雷斯·巴克萊克 Grace Bochenek (代理) (1961-)    |              | 2017年1月20日 | 2017年3月2日  | 民主黨 | 當勞·特朗普           |
| 14 |               | 里克·佩里 Rick Perry (1950-)                     | 德克薩斯州   | 2017年3月2日  | 2019年12月1日 | 共和黨 | 當勞·特朗普           |
| 15 |               | 丹·布鲁耶特 Dan Brouillette (1962-)              | 路易斯安那州 | 2019年12月1日 | 2019年12月4日 | 共和黨 | 當勞·特朗普           |
| 15 | 2019年12月4日 | 丹·布鲁耶特 Dan Brouillette (1962-)              | 路易斯安那州 | 2021年1月20日 |               | 共和黨 | 當勞·特朗普           |
| –  |               | 大衛·休曾加 David Huizenga 代理                  |              | 2021年1月20日 | 2021年2月25日 | 無黨籍 | 喬·拜登               |
| 16 |               | Jennifer Granholm (1959-)                        | 密歇根州     | 2021年2月25日 | 2025年1月20日 | 民主黨 | 喬·拜登               |
| -  |               | 英格麗德·科爾布                                  |              | 2025年1月20日 | 2025年2月4日  | 无党籍 | 當勞·特朗普           |
| 17 |               | 克里斯·賴特 Christopher Allen Wright (1965-)     | 科羅拉多州   | 2025年2月4日  | 現任          | 共和黨 | 當勞·特朗普           |

## 相關發展
總統巴拉克·歐巴馬在白宮設立了一個新的職位——能源暨氣候變遷顧問，並提名卡蘿·布朗納擔任此職。布朗納曾任美國環境保護局行政人員，現職歐布萊特集團有限公司（Albright Group LLC，一間美國企業規畫諮詢公司）委託人。

## 外部連結
- 官方网站

| 美國總統繼任順序      | 美國總統繼任順序 | 美國總統繼任順序      |
| --------------------- | ---------------- | --------------------- |
| 前任者： 美國交通部長 | 第十五順位       | 繼任者： 美國教育部長 |